# Fêtes du Rhône
Les Fêtes du Rhône étaient des rassemblements populaires et folkloriques organisés dans des villes riveraines du Rhône, en Suisse et en France. Il y eut 34 éditions des Fêtes du Rhône de 1926 à 2024. Elles étaient organisées par l’Union Générale des Rhodaniens, une association franco-suisse.
Chaque édition était accompagnée d'un "congrès scientifique" et d'un "concours d'artiste" organisée par l'Union Générale des Rhodaniens.
En mettant en discussion les enjeux techniques autour du Rhône, elles ont joué un rôle important dans l'aménagement du fleuve et dans la création de la Compagnie Nationale du Rhône (CNR) par Edouard Herriot et Léon Perrier, deux membres important de l'UGR.

## Histoire
La première édition eut lieu à l'initiative de Gustave Toursier, à Tournon, en 1926, à l'occasion de la célébration du centenaire de la construction du premier pont suspendu traversant le Rhône par l'ingénieur français Marc Séguin.
Elle fut suivie de 34 autres fêtes dans les villes de Lyon, Marseille, Nîmes, Arles, Avignon, Valence, Evian, Dijon, Annecy et Evian pour la France et Genève, Lausanne, Sierre, Vevey, Morges, La Tour-de-Peil, Sion, Monthey, Viège et Port-Valais pour la Suisse.
Liste des éditions des Fêtes du Rhône :
- Tournon, 3-4 juillet 1926
- Lyon, 3-5 septembre 1927
- Avignon, 16-18 juin 1928
- Genève, 3-14 juillet 1929[3]
- Arles, 27-30 juin 1930
- Valence, 13-15 juin 1931
- Marseille, 22-24 septembre 1933
- Lausanne-Ouchy, 27 juin - 1er juillet 1934
- Aix-les-Bains, 4-6 juin 1938
- Lausanne-Ouchy, 4-8 juillet 1946
- Nîmes, 27-30 juin 1947
- Sierre, 25-28 juin 1948
- Evian, 17-20 juin 1949
- Avignon, 16-18 juin 1950
- Vevey, 15-18 juin 1951
- Valence, 14-15 juin 1952
- Dijon, 5-7 juin 1953
- Marseille, 16-18 juillet 1954
- Morges, 22-25 juin 1956
- Annecy, 5-7 juillet 1957
- La Tour-de-Peilz, 19-21 juin 1959
- Thonon-les-Bains, 1er-3 juillet 1960
- Avignon, 16-18 juin 1961
- Tain-Tournon, 18-21 juin 1964
- Genève, 18-20 juin 1965
- Valence, 16-18 juin 1967
- Sierre, 20-22 juin 1969
- Evian, 25-27 juin 1971
- Avignon, 18-22 juin 1975
- Lausanne-Ouchy, 30 juin-1er juillet 1979
- Monthey, 22-24 juin 1984
- Vevey - La Tour-de-Peilz, 1er-5 juillet [4]1987
- Port-Valais, Le Bouveret,15-17 août 1997
- Lyon, 2000[5]
- Sion, Viège, Monthey, 5-9 septembre 2024[4]

## Déroulement des Fêtes du Rhône
L'anthropologue Stéphanie Beauchêne a étudié les Fêtes du Rhône et en a décrit le "protocole cérémoniel". Selon elle, l'ensemble festif était composé de quatre séquences temporelles: l'offrande, le défilé allégorique, la remise des drapeau rhodaniens et la plantation de l'arbre de l'amitié.